# ピーター・ドイチュ
L・ピーター・ドイチュ (L Peter Deutsch; 1946年8月7日 - ) は、アメリカ合衆国のコンピュータ科学者。アラジン・エンタープライズの創設者であり、フリーソフトウェアのPostScriptとPortable Document FormatのインタプリタであるGhostscriptの制作者である。マサチューセッツ州ボストン生まれ。
ドイチュの他の仕事には、約15年後にJavaのジャストインタイムコンパイル技術に影響を与えたSmalltalkの実装が含まれている。 彼についてのエピソードは書籍『ハッカーズ』でも紹介されている。 

## コンピュータサイエンスへの貢献
1963年に17歳の時に、PDP-1 LISP 1.5の実装であるBasic PDP-1 LISPを完成させた。 
1964年から1967年まで、カリフォルニア大学バークレー校での研究期間中、バトラー・ランプソンとチャールズ・P・サッカーと共に、後にTymshare、NLS、Community Memoryで使用されることになるSDS 940メインフレームの標準オペレーティングシステムとなるBerkeley Timesharing Systemの開発に携わった。 
ドイチュは、いくつかのRequest for Comments（RFC）および『分散コンピューティングの落とし穴』の著者でもあり、ビジュアルプログラミング言語に関する『ドイッチュ限界』格言の発案者でもある。 
ドイチュは、1973年にカリフォルニア大学バークレー校でコンピュータサイエンスの博士号を取得し、Xerox PARCとSun Microsystemsに勤務した経験がある。1994年、彼は米国計算機学会のフェローに就任した。

## 私生活
ドイチュは2007年9月12日に正式なファーストネームを 「Laurence」から 「L」に変更した。それ以前に出版された著作やその他の公の文献では、一般に L. Peter Deutsch (Lの後にドットが付く) という名前を使用している。 
2009年1月に、スタンフォード大学で学部の音楽コースを聴講した後、カリフォルニア州立大学イーストベイ校の大学院音楽プログラムに入学し、2011年3月に修士号 (Master of Arts; M.A.) を授与された。2011年半ばの時点で、公開コンサートで6曲の作品を演奏しており、現在はソフトウェア開発者やエンジニアではなく作曲家としての地位を確立している。 